# Cramant
Cramant est une commune française, située dans le département de la Marne en région Grand Est.

## Géographie

### Localisation
Cramant se situe au cœur de la côte des Blancs, à près de 200 m d'altitude, entre la Montagne d'Avize et la Butte de Saran. La majorité du territoire communal est recouvert par les vignes du vignoble de Champagne. Le village domine la plaine de la Champagne crayeuse.

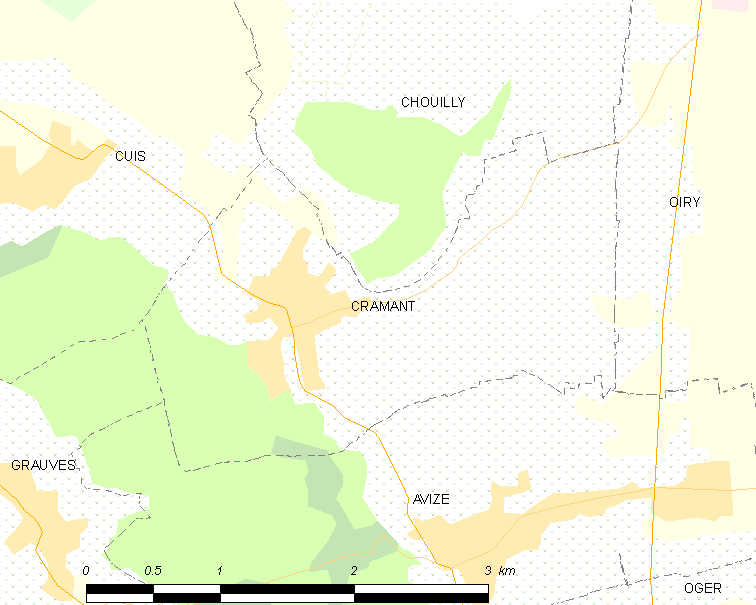
Carte de la commune.
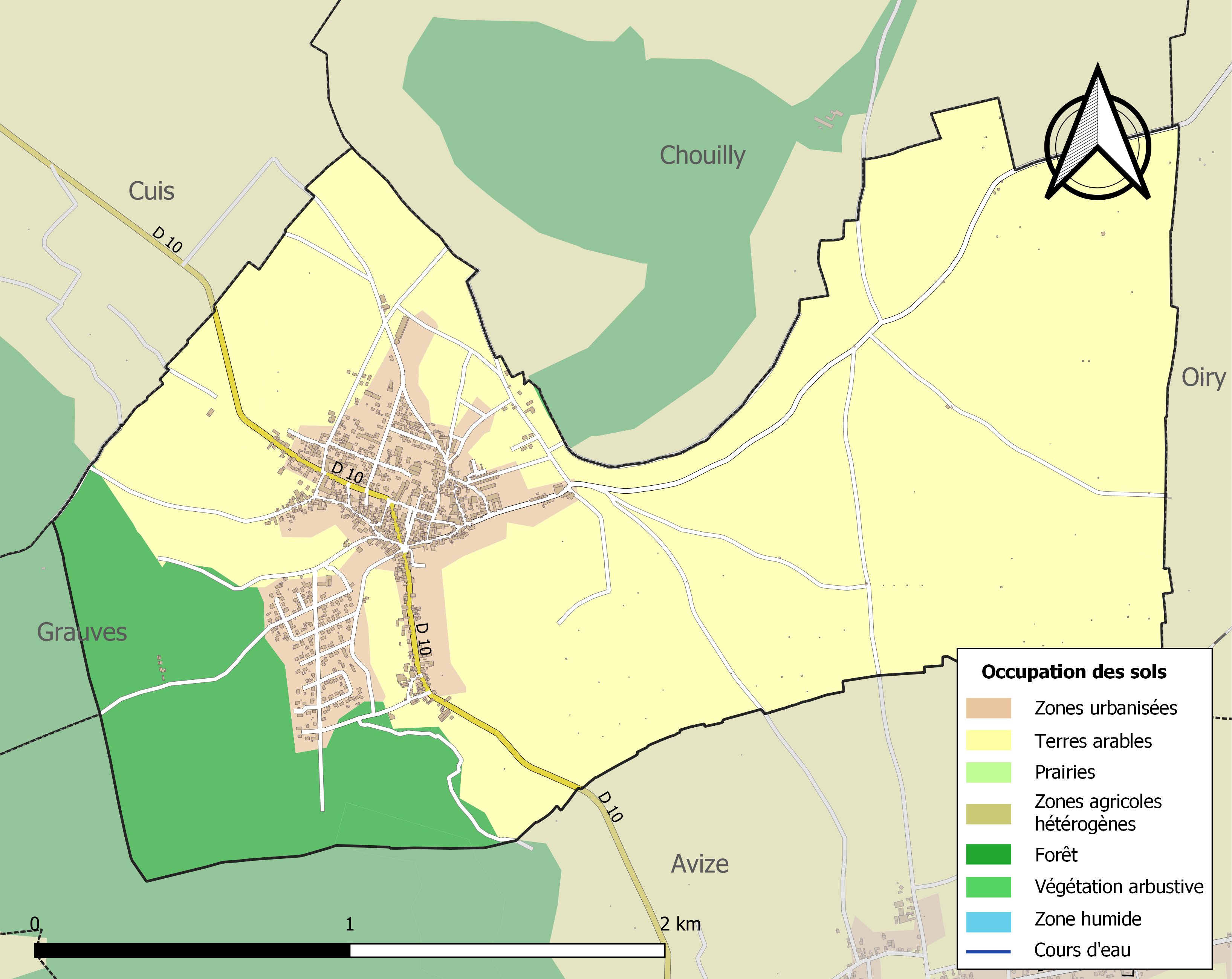
Carte des infrastructures et de l'occupation des sols de la commune en 2018 (CLC).

|
| Cuis    | Chouilly |      |
|         | Cramant  | Oiry |
| Grauves | Avize    |      |

### Hydrographie
La commune est dans la région hydrographique « la Seine de sa source au confluent de l'Oise (exclu) » au sein du bassin Seine-Normandie. Elle n'est drainée par aucun cours d'eau,.

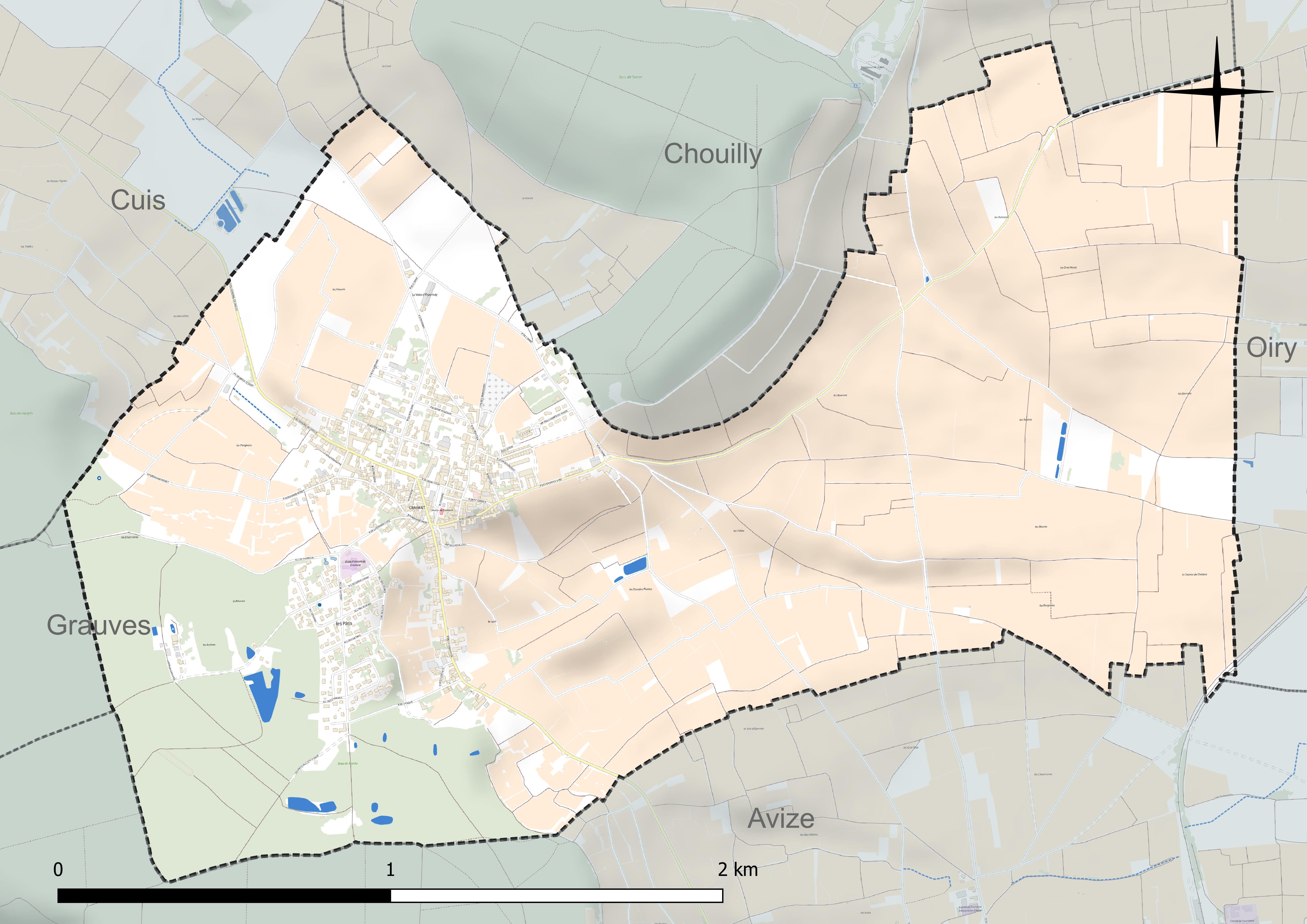
Réseau hydrographique de Cramant.

### Climat
Pour des articles plus généraux, voir Climat du Grand Est et Climat de la Marne.
En 2010, le climat de la commune est de type climat océanique dégradé des plaines du Centre et du Nord, selon une étude du Centre national de la recherche scientifique s'appuyant sur une série de données couvrant la période 1971-2000. En 2020, Météo-France publie une typologie des climats de la France métropolitaine dans laquelle la commune est exposée à un climat océanique altéré et est dans la région climatique  Nord-est du bassin Parisien, caractérisée par un ensoleillement médiocre, une pluviométrie moyenne régulièrement répartie au cours de l’année et un hiver froid (3 °C). 
Pour la période 1971-2000, la température annuelle moyenne est de 11 °C, avec une amplitude thermique annuelle de 16,3 °C. Le cumul annuel moyen de précipitations est de 797 mm, avec 12,6 jours de précipitations en janvier et 8,5 jours en juillet. Pour la période 1991-2020, la température moyenne annuelle observée sur la station météorologique de Météo-France la plus proche, « Chouilly », sur la commune de Chouilly à 4 km à vol d'oiseau, est de 11,4 °C et le cumul annuel moyen de précipitations est de 668,9 mm. 
La température maximale relevée sur cette station est de 40,3 °C, atteinte le 25 juillet 2019 ; la température minimale est de −12,3 °C, atteinte le 5 février 2012,,. 
Les paramètres climatiques de la commune ont été estimés pour le milieu du siècle (2041-2070) selon différents scénarios d'émission de gaz à effet de serre à partir des nouvelles projections climatiques de référence DRIAS-2020. Ils sont consultables sur un site dédié publié par Météo-France en novembre 2022.

## Urbanisme

### Typologie
Au 1er janvier 2024, Cramant est catégorisée bourg rural, selon la nouvelle grille communale de densité à sept niveaux définie par l'Insee en 2022.
Elle est située hors unité urbaine. Par ailleurs la commune fait partie de l'aire d'attraction d'Épernay, dont elle est une commune de la couronne,. Cette aire, qui regroupe 44 communes, est catégorisée dans les aires de 50 000 à moins de 200 000 habitants,.

### Occupation des sols
L'occupation des sols de la commune, telle qu'elle ressort de la base de données européenne d’occupation biophysique des sols Corine Land Cover (CLC), est marquée par l'importance des territoires agricoles (73,9 % en 2018), une proportion sensiblement équivalente à celle de 1990 (73,8 %). La répartition détaillée en 2018 est la suivante : 
cultures permanentes (69,6 %), forêts (15,7 %), zones urbanisées (10,4 %), terres arables (4,4 %).
L'IGN met par ailleurs à disposition un outil en ligne permettant de comparer l’évolution dans le temps de l’occupation des sols de la commune (ou de territoires à des échelles différentes). Plusieurs époques sont accessibles sous forme de cartes ou photos aériennes : la carte de Cassini (XVIIIe siècle), la carte d'état-major (1820-1866) et la période actuelle (1950 à aujourd'hui).

### Voies de communication et transports
En matière de transports en commun, Cramant est desservie par la ligne 51R160 des cars Fluo Grand Est entre Fère-Champenoise et Épernay (arrêt Cramant Puisard). Membre de la communauté d'agglomération Épernay, Coteaux et Plaine de Champagne, la commune bénéficie également du service de transport à la demande (TAD) du réseau Mouvéo. L'arrêt Cramant Place du Puisard se trouve sur la ligne A entre Épernay et Vertus, qui propose en 2025 deux allers et deux retours par jour (du lundi au samedi hors jours fériés).

## Toponymie
Le nom de la localité est attesté sous les formes Villa que dicitur Cremantis (1130) ; Cramant (1145) ; Cramen (1170) ; Cremant (vers 1222) ; Cramanz (1229) ; Craman (1248) ; Cramentum (1303-1312) ; Crament (1381).

## Histoire
Les premiers actes attestant de la présence de Cramant remonte au XIe siècle.
À la Révolution on dénombrait 85 feux.
Fin août et début septembre 1914, durant la Première Guerre mondiale, comme l'ensemble des communes de la Côte des blancs, la commune fut traversée par les troupes françaises poursuivies par les troupes allemandes avant d'être une nouvelles fois traversée par les troupes allemandes en déroute, poursuivies par les forces françaises après la victoire de la Marne.

## Politique et administration

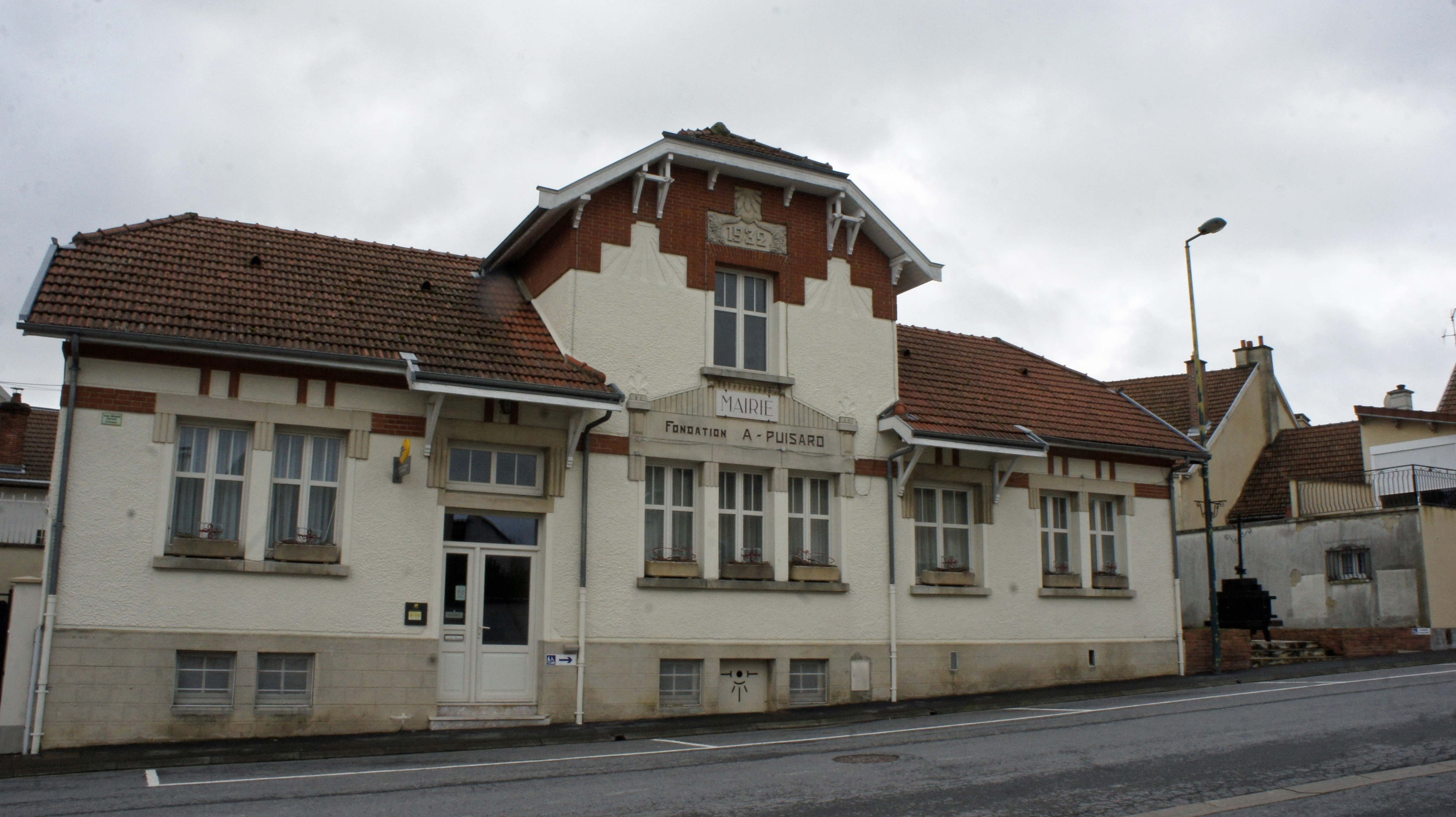
Vue de la mairie, place Puisard.

| Période                                  | Période  | Identité                       | Étiquette | Qualité                                                     |
| ---------------------------------------- | -------- | ------------------------------ | --------- | ----------------------------------------------------------- |
| Les données manquantes sont à compléter. |          |                                |           |                                                             |
| 2020                                     | En cours | Claude Géraldy                 |           |                                                             |
| 2001                                     | 2020     | Denis Pinvin                   | UDI       |                                                             |
| avant 1988                               | ?        | Georges Tessier                |           |                                                             |
| Les données manquantes sont à compléter. |          |                                |           |                                                             |
| 1929                                     | ?        | Eugène Bugeaud                 |           |                                                             |
| 1920                                     | 1929     | Gustave Meslat                 |           | décédé le 2 août 1929                                       |
| 1913                                     | 1920     | Pierre Louis Eugène Quinet     |           |                                                             |
| 1878                                     | 1913     | Jules Arthur Puisard           |           | décédé le 28 octobre 1913. Chevalier de la Légion d'honneur |
| 1876                                     | 1877     | Pierre Alexandre Drouot        |           |                                                             |
| 1871                                     | 1875     | Prosper Courtalier             |           |                                                             |
| 1865                                     | 1870     | Pierre Prudent Quinet          |           |                                                             |
| 1860                                     | 1865     | Jean Baptiste Augustin Jacquin |           |                                                             |
| 1848                                     | 1860     | Pierre Alexandre Drouot        |           |                                                             |
| 1848                                     | 1848     | Antoine Barteaux               |           |                                                             |
| 1843                                     | 1847     | Thomas Devavry                 |           |                                                             |
| 1842                                     | 1843     | Auguste Charpentier            |           |                                                             |
| 1840                                     | 1842     | Jean Pierre Brisson            |           |                                                             |
| 1838                                     | 1840     | Étienne Henry                  |           |                                                             |
| 1838                                     | 1838     | Louis Alexandre Bourlon        |           | Adjoint officiant dès le décès du maire                     |
| 1836                                     | 1838     | Jean Pierre Clément Morizet    |           | décédé le 28 juillet 1838                                   |
| 1831                                     | 1836     | Pierre Jacques Lilbert         |           |                                                             |
| 1830                                     | 1831     | Charles Noiset                 |           |                                                             |
| 1826                                     | 1830     | Thomas Devavry                 |           |                                                             |
| 1822                                     | 1826     | Pierre Augustin Collet         |           |                                                             |
| An XII                                   | 1822     | Honoré Meslat                  |           |                                                             |
| An VIII                                  | An XII   | Pierre Pertois                 |           |                                                             |
| An II                                    | An VIII  | Jean Baptiste Morizet          |           |                                                             |
| 1790                                     | An II    | Louis Jacquelet                |           |                                                             |

## Équipements et services publics

### Eau et déchets
L'approvisionnement en eau potable et l'assainissement des eaux usées sont des compétences de la communauté d'agglomération Épernay Agglo Champagne, gérées par le biais de son service « Régie Eau et Assainissement » depuis le 1er janvier 2022. La commune de Cramant est alimentée en eau potable par plus de trois captages. Une station d'épuration se trouve à la limite entre Cramant et Cuis. L'assainissement collectif y est assuré en régie par la communauté d'agglomération.
La communauté d'agglomération est également compétente en matière de déchets. La collecte des ordures ménagères résiduelles, des déchets recyclables et des biodéchets est réalisée en porte à porte, par mise à disposition de trois bacs distincts. La communauté d'agglomération adhèrant au syndicat de valorisation des ordures ménagères de la Marne (SYVALOM), ces déchets sont amenés au centre de transfert départemental de Pierry puis valorisés sur le site de La Veuve. La collecte du verre et des textiles se fait en apport volontaire. La communauté d'agglomération met par ailleurs trois déchèteries à disposition de ses habitants : à Magenta, Pierry et Voipreux.

### Enseignement
Cramant fait partie de l'académie de Reims.
La commune dispose d'une école primaire, regroupant maternelle et élémentaire, installée allée de la Forêt et accueillant 66 élèves (chiffres 2024-2025). L'école est fréquentée par les enfants de Cramant et de la commune voisine de Cuis.
Les enfants de Cramant sont ensuite rattachés au collège Antoine de Saint-Exupéry d'Avize et au lycée Stéphane-Hessel d'Épernay.

### Postes et télécommunications
La commune dispose d'une agence postale communale, installée place Puisard. Deux boîtes aux lettres de La Poste se trouvent par ailleurs sur le territoire de la commune : allée de la Forêt et rue du Général de Gaulle.

### Justice, sécurité et secours
Du point de vue judiciaire, Cramant relève du conseil de prud'hommes d'Épernay, du tribunal de commerce de Reims, du tribunal de proximité, du tribunal judiciaire, du tribunal paritaire des baux ruraux et du tribunal pour enfants de Châlons-en-Champagne, dans le ressort de la cour d'appel de Reims. Pour le contentieux administratif, la commune dépend du tribunal administratif de Châlons-en-Champagne et de la cour administrative d'appel de Nancy.
Cramant est située en secteur Gendarmerie nationale et dépend de la brigade d'Avize.
En matière d'incendie et de secours, la caserne la plus proche est celle d'Épernay, rattachée au Service départemental d'incendie et de secours (SDIS) de la Marne.

## Démographie
L'évolution du nombre d'habitants est connue à travers les recensements de la population effectués dans la commune depuis 1793. Pour les communes de moins de 10 000 habitants, une enquête de recensement portant sur toute la population est réalisée tous les cinq ans, les populations de référence des années intermédiaires étant quant à elles estimées par interpolation ou extrapolation. Pour la commune, le premier recensement exhaustif entrant dans le cadre du nouveau dispositif a été réalisé en 2004.

En 2022, la commune comptait 877 habitants, en évolution de −2,66 % par rapport à 2016 (Marne : −1,19 %, France hors Mayotte : +2,11 %).
| 1793 | 1800 | 1806 | 1821 | 1831 | 1836 | 1841 | 1846 | 1851 |
| ---- | ---- | ---- | ---- | ---- | ---- | ---- | ---- | ---- |
| 390  | 432  | 461  | 479  | 517  | 515  | 517  | 535  | 540  |

| 1856 | 1861 | 1866 | 1872 | 1876 | 1881 | 1886 | 1891 | 1896  |
| ---- | ---- | ---- | ---- | ---- | ---- | ---- | ---- | ----- |
| 510  | 590  | 583  | 590  | 673  | 681  | 830  | 851  | 1 028 |

| 1901 | 1906  | 1911  | 1921  | 1926 | 1931 | 1936 | 1946 | 1954  |
| ---- | ----- | ----- | ----- | ---- | ---- | ---- | ---- | ----- |
| 980  | 1 021 | 1 105 | 1 091 | 990  | 966  | 909  | 942  | 1 001 |

| 1962  | 1968 | 1975 | 1982 | 1990 | 1999 | 2004 | 2006 | 2009 |
| ----- | ---- | ---- | ---- | ---- | ---- | ---- | ---- | ---- |
| 1 013 | 981  | 973  | 977  | 955  | 922  | 898  | 899  | 884  |

| 2014 | 2019 | 2022 | - | - | - | - | - | - |
| ---- | ---- | ---- | - | - | - | - | - | - |
| 871  | 880  | 877  | - | - | - | - | - | - |

## Économie
Une part importante de l'économie locale est tournée vers le vin de Champagne. Le sol crayeux de Cramant, l'orientation de ses coteaux et la qualité de ses vignes ont permis à cette commune de faire partie des 319 crus bénéficiant de l'appellation champagne. De même, cette commune a l'autorisation de produire l'AOC Coteaux-champenois qui est un vin tranquille.

## Culture locale et patrimoine

### Lieux et monuments
- Le menhir de Haute-Borne est situé au finage des communes d'Avize, Cramant et Oiry. Datant du Néolithique, il est classé monument historique en 1889[40].
- L'église Saint-Gibrien[41].

Le village étant situé dans le vignoble champenois, de nombreuses maisons de Champagne ouvrent leurs portes. À l'entrée du village par la route d'Épernay, on peut voir une bouteille de Champagne de 8,6 m de haut, édifiée dans sa première version cartonnée en 1974.

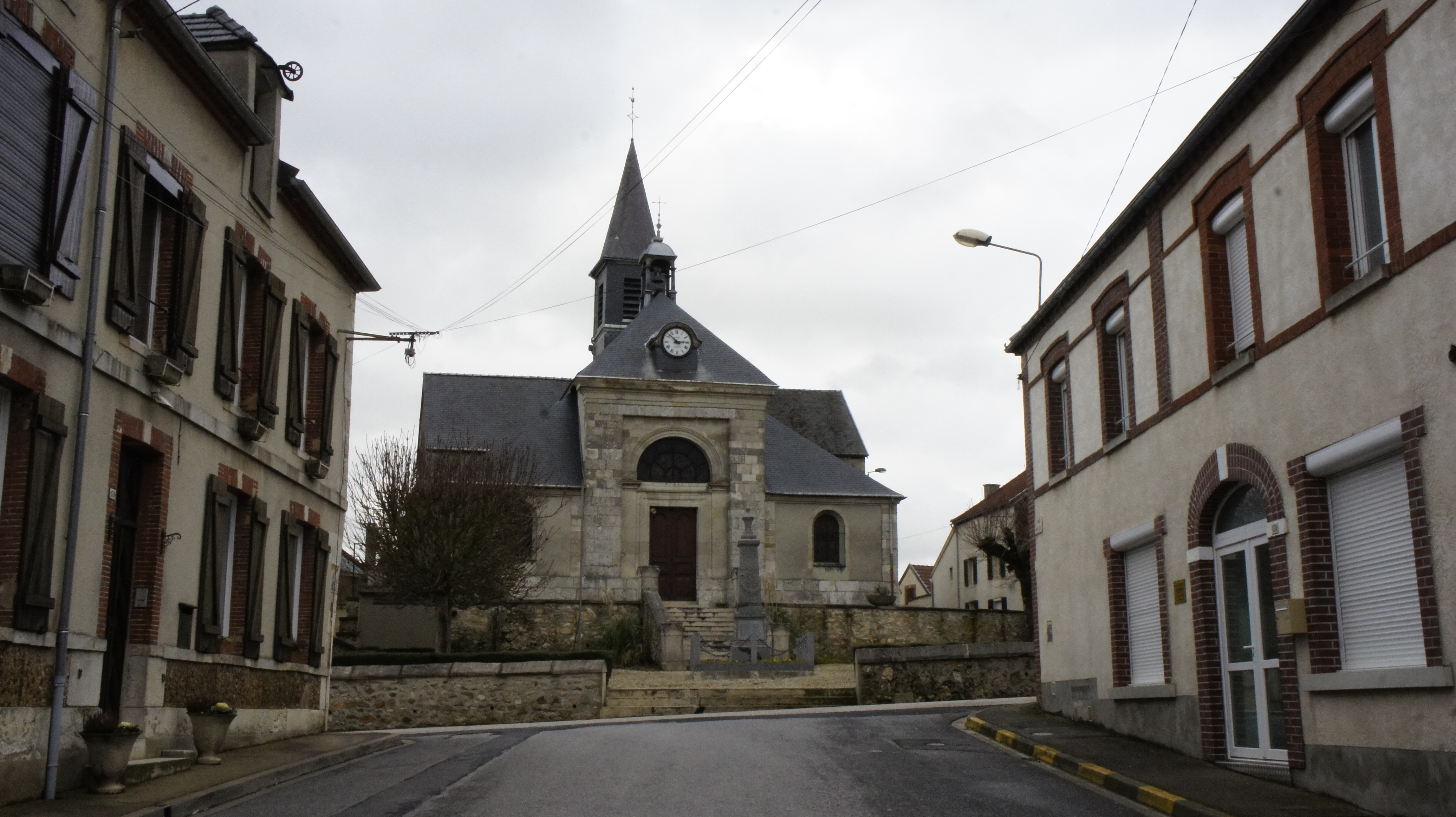
L'église et devant elle le monument aux morts.
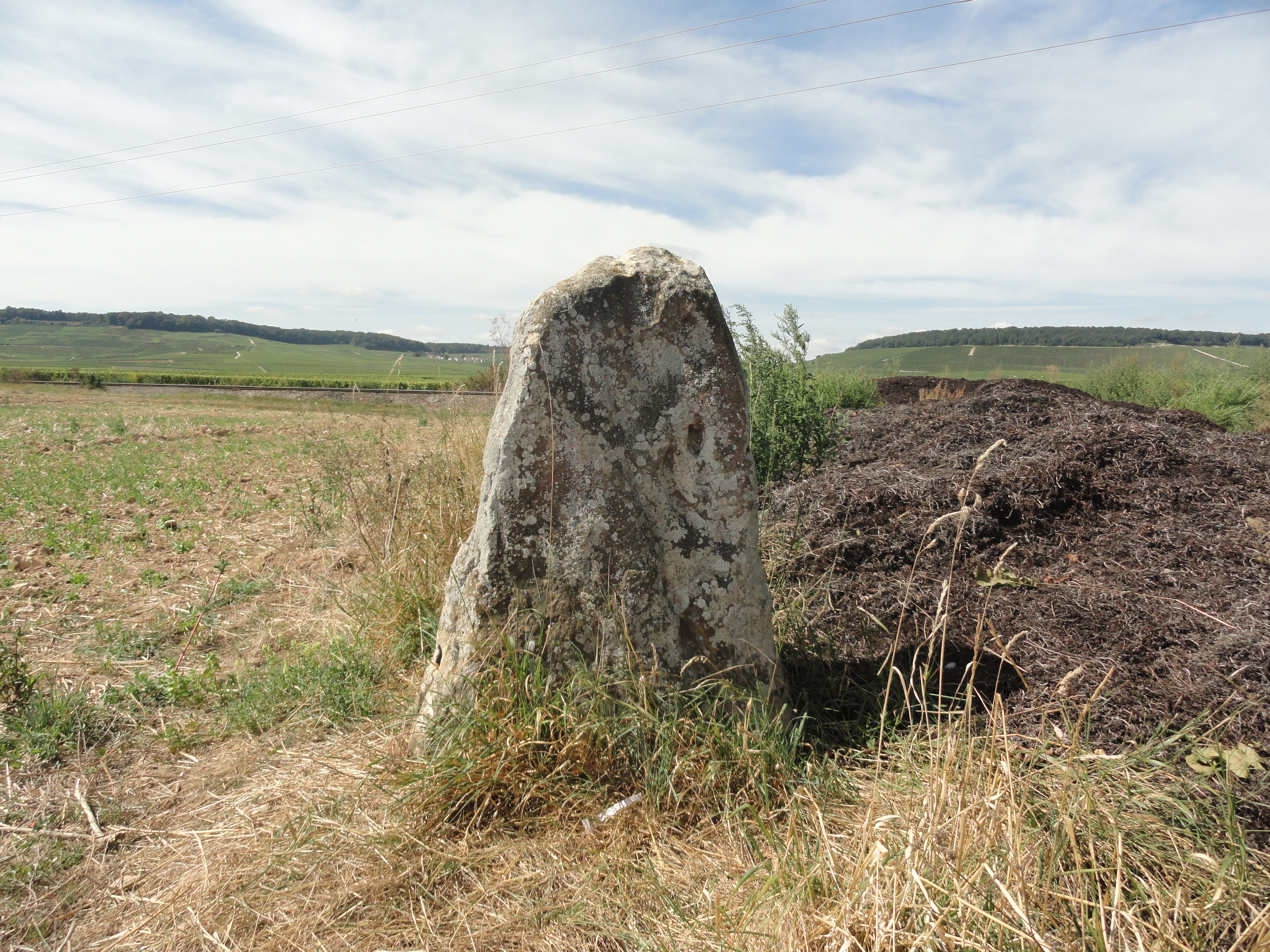
Le menhir de Haute-Borne.
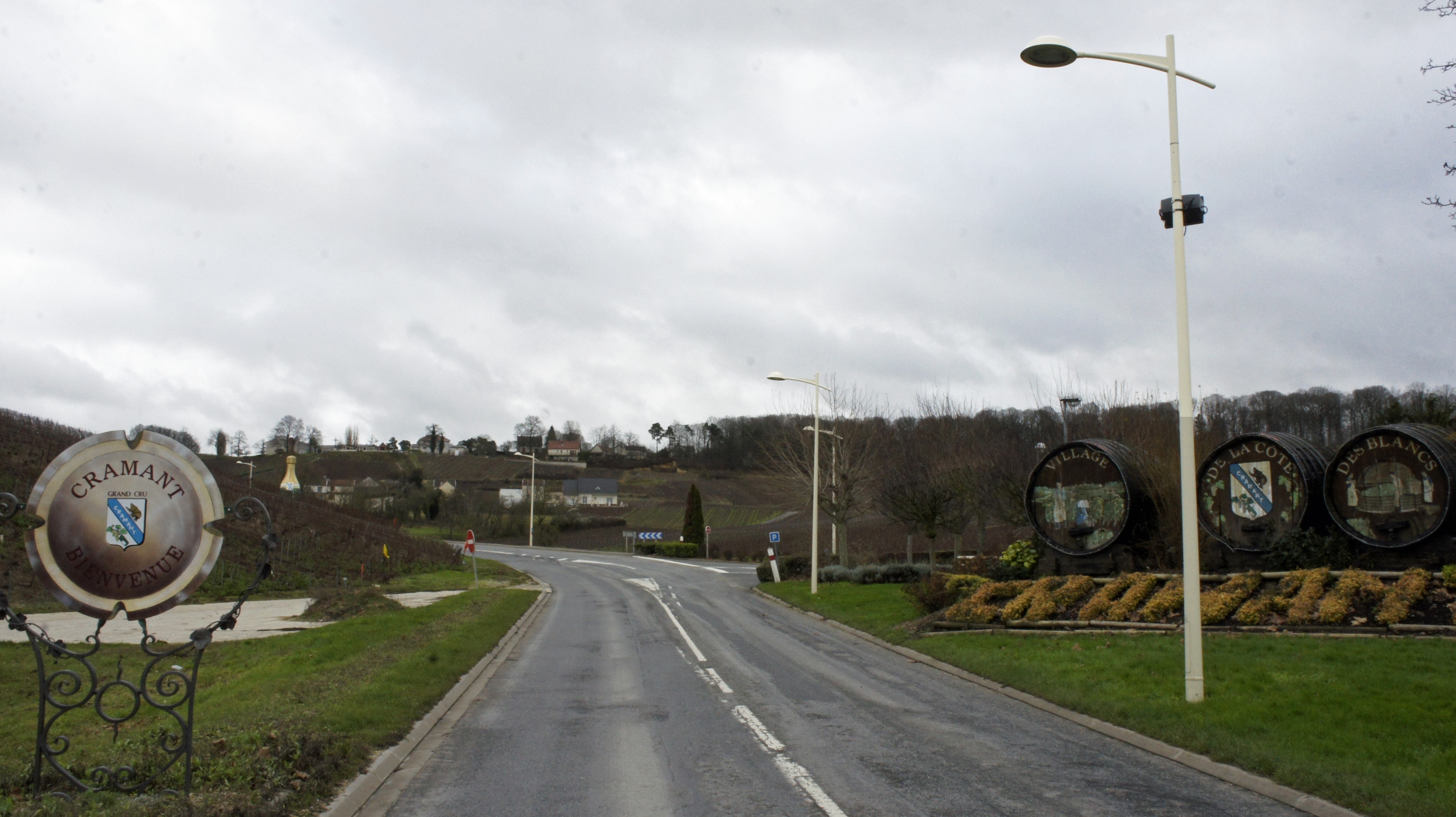
L'entrée du village, avec la bouteille et trois futs.

### Héraldique
| Blason de Cramant | Blason  | D'argent à la bande d'azur accompagnée en chef d'un ours au naturel passant en bande et en pointe d'une bouteille de champagne au naturel, étiquetée du champ, posée en bande et brochant sur un rinceau de vigne, tigé et feuillé de sinople, fruité de deux grappes de pourpre |
| Blason de Cramant | Détails | Le statut officiel du blason reste à déterminer. |

### Personnalités liées à la commune
Le 1er juillet 1867 à Cramant, Pierre Prudent Quinet — alors maire — célèbre le mariage d’Eugène Mercier, négociant à Épernay et fondateur de la célèbre marque de champagne, qui épouse Marguerite Françoise Bourlon, originaire de Cramant.